# خرمگس‌واران
خرمگس‌واران (نام علمی: Tabanoidea) نام یک بالاخانواده از فروراسته خرمگس‌ریختان است.